# Crotoniidae
Crotoniidae  (лат.) — семейство клещей из надотряда Acariformes. Насчитывает около 60 видов

## Описание
Мелкие панцирные клещи (1,5 мм), обитающие, главным образом, на деревьях (а не в почве как другие орибатиды), у которых наблюдается эволюционное возобновление полового размножения. Установлено, что представители группы Crotoniidae произошли от родственного им семейства Camisiidae, у которых полностью отсутствует половое размножение и они размножаются партеногенезом. Это первый в истории царства животных пример возвращения полового размножения в процессе филогенеза и одно из доказательств эволюции (атавизм). У растений единственный сходный пример возврата от асексуальности известен у Ястребинки волосатой.

## Распространение
Южное полушарие (Неотропика, Африка, Южная Азия, Австралия). На север проникают до Мексики и Кореи.

## Классификация
3 рода и около 60 видов.
- Austronothrus Hammer, 1966 — 3 вида (Новая Зеландия)
- Crotonia Thorell, 1876  — около 50 видов
- Holonothrus  Wallwork, 1963 — около 10 видов